# Rukometna reprezentacija Farskih otoka
Rukometna reprezentacija Farskih otoka predstavlja Farske Otoke na međunarodnim rukometnim natjecanjima. Pod kontrolom je Rukometnog saveza Farskih otoka.
Ostvarili su povijesni uspjeh plasmanom na Europsko prvenstvo u rukometu – Njemačka 2024. U ključnoj utakmici kvalifikacija savladali su Ukrajinu sa 33:26 i zbog boljeg međusobnog duela od Ukrajinaca kolo prije kraja osigurali treću poziciju u grupi. Najučinkovitiji igrač protiv Ukrajine bio je Elias Ellefsen á Skipagøtu s 13 golova.
Napravili su senzaciju u 2. kolu prvoga kruga Europskog prvenstva 2024. i remizirali s Norveškom 26:26. Ključni pogodak dali su iz sedmerca u posljednim trenucima utakmice. Reprezentaciju s po pet golova predvodili su: Elias Ellefsen á Skipagøtu i Teis Horn Rasmussen.
Dobar dio reprezentativaca Farskih otoka je rodbinski povezan. Uz Eliasa Ellefsena a Skipagotua igra i njegov godinu dana mlađi brat Roi Ellefsen á Skipagøtu, dok Oli Mittun u reprezentaciji ima tri godine starijeg brata Paulija. Ellefseni i Mittuni su pak bratići.